# Kolumna Maryjna w Hronovie
Kolumna Maryjna w Hronovie – zabytkowa kolumna w Czechach, w miejscowości Hronov.
Barokowa kolumna postawiona w 1725 znajduje się na placu w centrum miasta. Na kolumnie umieszczona jest barokowa figura Matki Boskiej z Dzieciątkiem stojącej na globusie. Na ścianie frontowej postumentu znajduje się metalowa latarnia i złocona inskrypcja łac.  SVsCIpe Vota a nobIs opIa aDVoCata nostra VIrqo MarIa. WEN. KLVQAR / EAR. SKAL. / FRI. KORD / FAR. PONI. / 1725 z chronostychem, a po drugiej stronie napis podkreślony złoceniem mówiący o renowacjach RENOV. A. D. / 1874 / 1893 / 1920 / 1937 / 1965. 

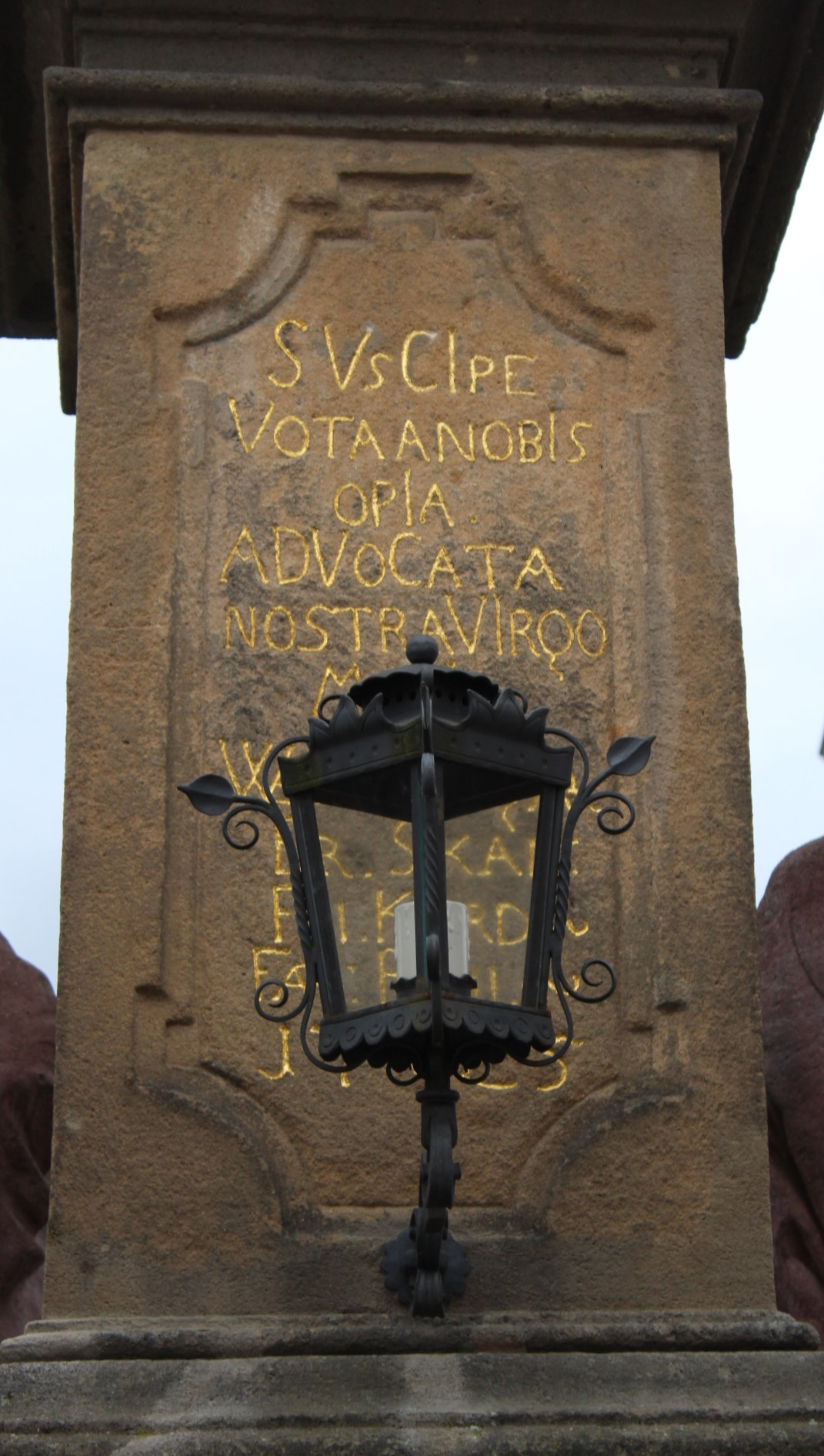
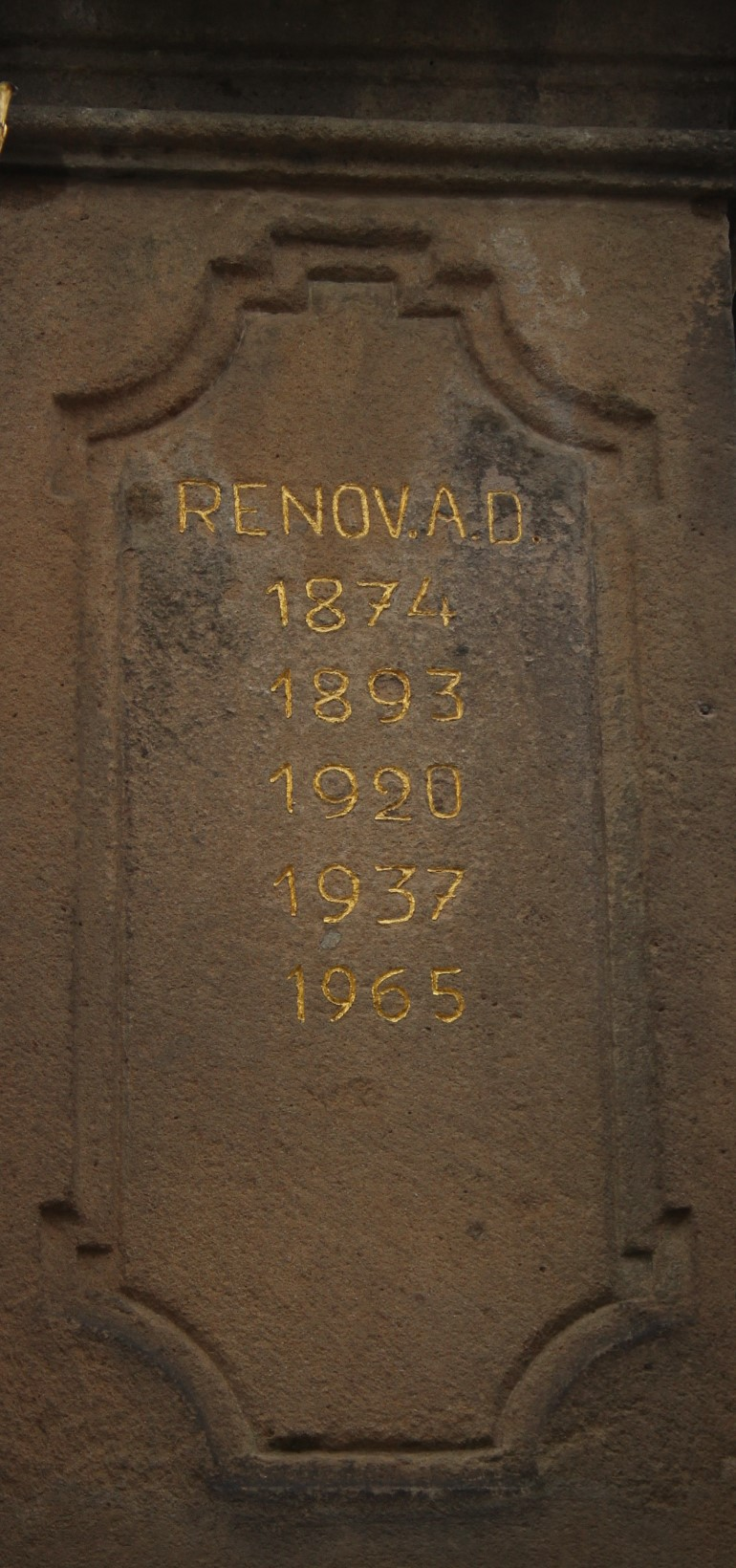